# Ein ungefärbt Gemüte
Ein ungefärbt Gemüte (Une âme sincère), (BWV 24), est une cantate religieuse de Jean-Sébastien Bach composée à Leipzig en 1723 pour le quatrième dimanche après la fête de la Sainte Trinité. Pour cette destination liturgique, deux autres cantates ont franchi le seuil de la postérité : les BWV 177 et 185.

## Histoire et livret
Bach compose la cantate pour le quatrième dimanche après la Trinité et la dirige pour la première fois le 20 juin 1723, trois semaines après avoir étrenné sa position de cantor à Leipzig avec Die Elenden sollen essen, BWV 75,. Bach a commencé à composer une cantate pour presque chaque dimanche et jour de fête de l'année liturgique, projet qualifié par Christoph Wolff de « démarche artistique d'une exceptionnelle ampleur ».
Les lectures prescrites pour ce dimanche étaient Romains 8:18–23, et à partir du Sermon sur la montagne : Luc 6:36-42, l'exhortation à « être miséricordieux », et à ne pas juger. Il semble probable que Bach n'avait pas encore trouvé de poète à Leipzig. Il utilise un texte de cantate de Erdmann Neumeister, déjà publié en 1714 dans la collection Geistliche Poesie mit untermischten Biblischen Sprüchen und Choralen (« poésie spirituelle avec insertion de citations bibliques et de chorals »). Dans une composition organisée en symétrie, Neumeister place au centre une citation du sermon sur la montagne dans l'Évangile selon Matthieu, « Par conséquent toutes les choses que vous voulez que les hommes fassent pour vous, faites-les vous même pour eux : car c'est la loi et les prophètes. » (chapitre 7:12). Il encadre ce passage par deux récitatifs et ces récitatifs eux-mêmes par deux arias. Le thème du premier récitatif est Die Redlichkeit / ist eine von den Gottesgaben (« la sincérité est l'un des dons de Dieu »). À l'opposé, le thème du second est Die Heuchelei / ist eine Brut, die Belial gehecket (« l'hypocrisie est une bête crachée par Bélial) ». La poésie sur Der Christen Tun und Handel (« les actes et les comportements du Chrétien »), insistant sur Treu und Güt (« la vérité et la bonté »), a été critiquée comme étant « trop didactique ». Gillies Whittaker la décrit comme de « déclarations sèches et didactiques et des dénonciations brutes des défauts de l'humanité ». La cantate se termine avec la première strophe du choral O Gott, du frommer Gott (1630) de Johann Heermann. Le thème du choral O Gott, du frommer Gott (Zahn 5148) est d'auteur inconnu mais il a été utilisé par Heermann pour régler son psaume à la musique en 1630 puis est apparu dans presque tous les livres de cantiques à la fin de la décennie suivante.
Il semble probable que Bach a dirigé au cours du même service la cantate antérieure Barmherziges Herze der ewigen Liebe, BWV 185, composée pour la même occasion à Weimar en 1715. Il avait présenté des cantates en deux parties lors des trois dimanches précédents, les nouvelles créations Die Elenden sollen essen et Die Himmel erzählen die Ehre Gottes, BWV 76 et la cantate plus ancienne Ich hatte viel Bekümmernis, BWV 21. Ce quatrième dimanche, il a probablement dirigé cette cantate avant le sermon et l'autre, BWV 185, après,.

## Structure et instrumentation
L'œuvre est écrite pour clarino (trompette), 2 hautbois, 2 hautbois d'amour, 2 violons, alto, et basse continue, avec trois solistes (alto, ténor, basse) et un chœur à quatre voix.
Il y a six mouvements :
1. aria : Ein ungefärbt Gemüte pour altos, cordes et continuo en fa majeur.
2. récitatif : Die Redlichkeit ist eine von den Gottesgaben pour ténor et continuo.
3. chœur : Alles nun, das ihr wollet pour chœur, clarino, hautbois, cordes et continuo.
4. récitatif : Die Heuchelei ist eine Brut pour basse, cordes et continuo.
5. aria : Treu und Wahrheit sei der Grund pour ténor, hautbois d'amour et continuo.
6. choral : O Gott, du frommer Gott pour chœur, clarino, hautbois, cordes et continuo.

## Musique
Dans sa composition, Bach met l'accent sur l'importance de la citation biblique centrale en la confiant au chœur et en dotant les récitatifs et d'arias d'encadrement d'un accompagnement réduit. La partie obbligato de la première aria est jouée par les violons et l'alto à l'unisson et ressemble à la partie vocale. Selon John Eliot Gardiner, Bach évoque ainsi un «esprit immaculé ». Julian Mincham note la « nature sombre et ombragée » des cordes à l'unisson. Le récitatif suivant, qualifié d' « exemplaire mini-sermon dans à part entière » est secco et se termine en arioso. Ici comme dans la première composition pour cette occasion, BWV 185, Bach montre l'effet miroir des mots Mach aus dir selbst ein solches Bild, wie du den Nächsten haben willt! (« Fais-toi à l'image de ce que tu voudrais que soit ton prochain ! ») par imitation de la voix et du continuo. Cette phrase est répétée trois fois.
Le mouvement choral central, « un chœur puissant qui forme le noyau de la cantate » est en deux sections : le texte complet est rendu une fois sous une forme libre, puis à nouveau comme une fugue comparable au concept prélude et fugue. Deux hautbois doublent les cordes tandis qu'un clarino joue une partie indépendante. Le « prélude » est en trois sections symétriques. La fugue, une double fugue marquée vivace allegro, commence par la première entrée vocale accompagnée du seul continuo, les premières entrées vocales sont chantées par les « Konzertisten » auxquels se joint plus tard le chœur. La musique atteint un point culminant lorsque le clarino joue le thème comme cinquième partie des quatre parties vocales. Le mouvement se termine en séquences libres. Mincham décrit une « incessante activité grâce au mouvement musical constant » de la musique, le « rythme fragmenté » du contresujet et l'« urgence haletante » de la coda.
Le récitatif qui suit est semblable au premier dans sa structure, mais accompagné par les cordes qui mettent l'accent, principalement sur les temps forts. L'arioso final, sans les cordes insiste sur la prière Der liebe Gott behüte mich dafür! (« Protège moi de lui mon Dieu ! »). La dernière aria est accompagnée par deux hautbois d'amour qui jouent une longue et « lugubre » introduction qui se répète comme un postlude. La voix reprend son motif initial. La voix de ténor chante une inhabituelle ligne de coloratura quand le texte se termine sur Macht uns Gott und Engeln gleich (« rend nous semblable à Dieu et aux anges »),représentant peut-être le multitude de la « milice céleste ».
Les huit lignes du choral de clôture en disposition à quatre voix en homophonie sont richement encadrées par des interludes orchestraux et accompagnées par les instruments. Bach a trouvé le style de traitement choral dans des œuvres de son prédécesseur à Leipzig, Johann Kuhnau. La dernière prière demande ein unverletzte Seel (« une âme sans tache ») und rein Gewissen (« et une conscience claire »).

## Sources
- Gilles Cantagrel, Les Cantates de J.-S. Bach : textes, traductions, commentaires, Paris, Fayard, 2010, 1664 p. (ISBN 978-2-213-64434-9, OCLC 690686903), p. 1134–1141.